# Tandonia kaleniczenkoi
Tandonia kaleniczenkoi is een slakkensoort uit de familie van de Milacidae. De wetenschappelijke naam van de soort werd voor het eerst geldig gepubliceerd in 1883 door Clessin.